# Fairtrade Labelling Organizations
« FLO » redirige ici. Pour les autres significations, voir Flo.

Label de certification Fairtrade

Fairtrade Labelling Organizations International (FLO) est une association mettant en réseau des initiatives de labellisation équitables situées dans vingt pays.
L'objectif de FLO et de ses membres est de promouvoir et faciliter la consommation équitable au Nord dans le but de permettre le développement durable des producteurs marginalisés du Sud.

## Implantation
Les vingt associations membres FLO sont situées en Allemagne, Autriche, Australie, Belgique, Canada, Danemark, Espagne, États-Unis, Finlande, France, Grande-Bretagne, Irlande, Italie, Japon, Luxembourg, Norvège, Nouvelle-Zélande, Pays-Bas, Suède, Suisse.

## Historique
Fairtrade Labelling Organizations International a été créée en 1997. En janvier 2004, afin d’assurer l’indépendance du processus de certification et l’adhésion aux standards ISO 65, l'organisation a été divisée en deux entités distinctes :
- FLO International e.V., dont le rôle est d’établir les standards du commerce équitable, d’assister les producteurs à travers le processus de certification et dans la recherche de marchés pour leurs produits et finalement, en collaboration avec ses associations membres, de mettre sous licence l’utilisation de la marque de certification du commerce équitable.
- FLO-CERT GmbH, dont le rôle est d’inspecter et de certifier les producteurs et les importateurs éligibles afin de vérifier si les standards du commerce équitable, tels qu'ils sont définis par FLO International, sont bien respectés.

Dès le début des années 2000, FLO a reçu chaque année 500 demandes de labellisation, dont 20 à 30 seulement pouvaient être satisfaites.
En 2012, les ventes de produits labellisés par les membres de FLO ont représenté, d'après l’association, 4 800  milliards d'euros au total, une augmentation de 320 % par rapport à 2005.